# Fernando Montes de Oca
José Fernando Antonio Montes de Oca y Rodríguez (Ciudad de México, 29 de mayo de 1829 - Ciudad de México, 13 de septiembre de 1847) fue uno de los seis cadetes del Heroico Colegio Militar que participaron en la Batalla de Chapultepec, actualmente conocidos como los Niños Héroes. Sus padres fueron Molina Montes de Oca y María Rodríguez, ingresó en el Colegio Militar el 24 de enero de 1847, destinado a la Primera Compañía de Cadetes, participó en la Batalla de Chapultepec el 13 de septiembre del mismo año contra las tropas invasoras estadounidenses donde murió ese mismo día.